# Scheloribates giganteus
Scheloribates giganteus är en kvalsterart som beskrevs av Hammer 1961. Scheloribates giganteus ingår i släktet Scheloribates och familjen Scheloribatidae. Inga underarter finns listade i Catalogue of Life.